# Begoña García Retegui
Begoña García Retegui (n. Zumárraga, Guipúzcoa, 2 de noviembre de 1955) es una política española. Portavoz del Grupo Parlamentario Socialista en la Asamblea Regional de la Comunidad Autónoma de la Región de Murcia. Elegida en Primarias por el PSRM-PSOE como candidata a la Presidencia de la Región de Murcia para las elecciones del 22 de mayo de 2011. Aunque vasca de nacimiento, la Región de Murcia es donde vive desde 1983, fecha en la que tomó posesión de una plaza como médica de Familia en el ambulatorio de Bullas. Está casada y tiene un hijo.
Es la segunda de tres hermanas. Estudió en el colegio público y en el instituto de Zumárraga. En aquellos años fue miembro de las corales del instituto y de la parroquia, participó en un grupo de teatro leído, y estudió unos años de solfeo y piano.

## Biografía

### Trayectoria profesional
Con 16 años, en 1972, se trasladó a Zaragoza para iniciar los estudios de Medicina en la Universidad, y se licenció en 1978 con grado de Notable. Con 22 años comenzó a trabajar haciendo sustituciones en tres pueblos de Aragón: Cosuenda, Longares y Ansó.
En 1979 aprobó el MIR e inició su especialidad en la Residencia de la Seguridad Social de Castellón, en la primera promoción de Medicina Familiar y Comunitaria. En 1982 aprobó las oposiciones de médico de ambulatorio, y en enero de 1983 tomó posesión de su plaza en el municipio de Bullas, en Murcia. En 1985 obtuvo plaza en el Centro de Salud de Cieza. Tras un paréntesis en el que se dedicó a la política sindical entre 1988 y 1997, se incorporó al consultorio médico de la pedanía murciana de Patiño. En 2003 volvió a la política activa al resultar elegida diputada regional por el Partido Socialista de la Región de Murcia.

### Trayectoria política
En 1988, tras una intensa actividad sindical que había comenzado en sus primeros años de ejercicio de la medicina, dejó la consulta para trabajar en la Federación de Sanidad de UGT. Paralelamente presidió la asociación de cooperación internacional Acsur-Las Segovias en la Región de Murcia. Entre 1994 y 1997 formó parte de la Ejecutiva regional de UGT como secretaria de Política Institucional, y fue miembro del Consejo Económico y Social de la Región de Murcia.
En 2003 fue elegida diputada regional en las listas del Partido Socialista de la Región de Murcia (PSRM-PSOE). Ha sido portavoz de Sanidad y de Economía durante dos legislaturas. Actualmente es portavoz del Grupo Parlamentario Socialista.
Pertenece al Comité Federal del PSOE. A finales de 2010 el PSRM celebró elecciones Primarias, y Begoña García Retegui resultó elegida por la militancia como candidata socialista a la Presidencia de la Comunidad Autónoma de la Región de Murcia.